# کاپو دی کاپی
کاپو دی کاپی (رئیس روسا) و کاپو دی توتتی کاپی (رئیس تمام روسا) یا پدرخوانده (پدرینو) اصطلاحاتی هستند که عمدتاً توسط رسانه‌ها، عموم مردم، نویسندگان داستان‌ها و جامعه مجریان قانون برای اشاره به یک رهبر جنایتکار فوق‌العاده قدرتمند در مافیای سیسیلی یا آمریکایی استفاده می‌شوند که نفوذ زیادی بر کل سازمان دارد. این اصطلاح در سال ۱۹۵۰ توسط کمیسیون کیفاوور به عموم مردم آمریکا معرفی شد. 

## مافیای سیسیل

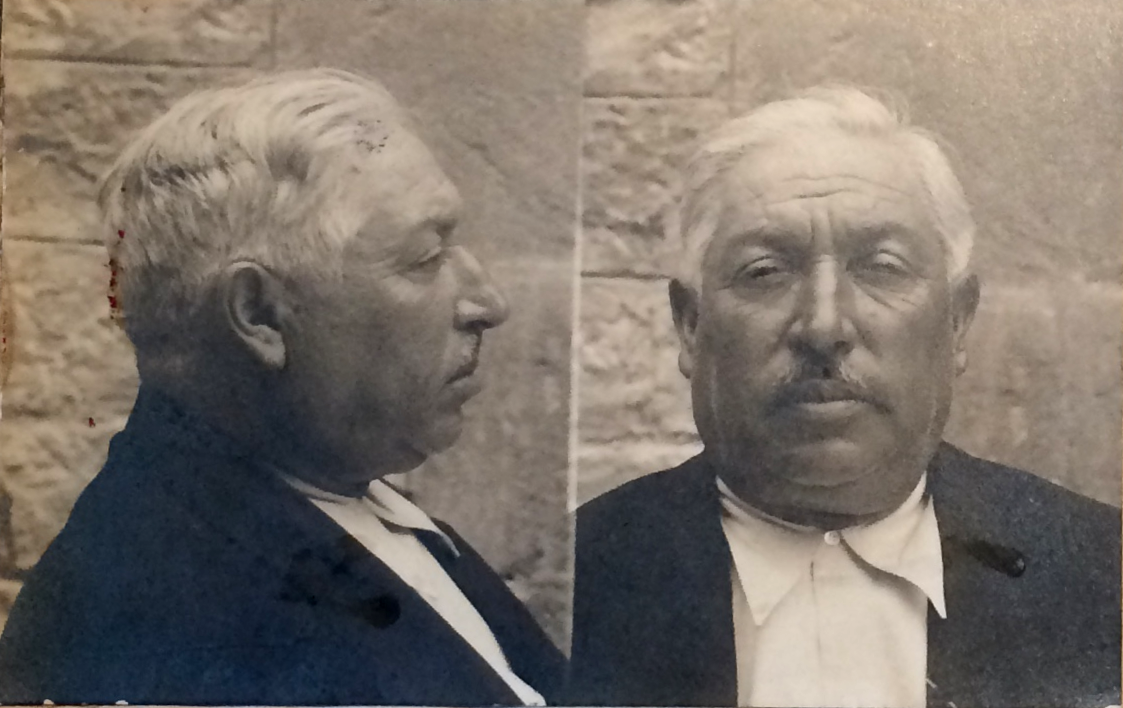
کالوژرو ویزینی ، رئیس مافیای ویلالبا

عکسی از ماتئو مسینا دنارو که پس از دستگیری در سال ۲۰۲۳ گرفته شده است

در مافیای سیسیلی، چنین مقامی وجود ندارد. به عنوان مثال، رئیس قدیمی مافیا کالوجرو ویتزینی اغلب در رسانه‌ها به عنوان "رئیس روسا" معرفی می‌شد - اگرچه چنین مقامی طبق گفته‌های بعدی پنتیتوهای مافیا مانند توماسو بوشتا وجود خارجی نداشته است. آنها همچنین هرگونه ادعا مبنی بر اینکه ویزینی روزی رئیس حاکم مافیا در سیسیل بوده را رد کردند. بر اساس گفته سالواتوره لوپو، مورخ مافیا، "تاکید رسانه‌ها بر تعریف 'کاپو دی کاپی' کاملاً بی‌اساس است".  با این حال، این عنوان همچنان به روسای قدرتمند مافیا نسبت داده می‌شود. در دهه‌های ۱۹۸۰ و ۱۹۹۰، رسانه‌ها سالواتوره ریینا و برناردو پرووانزانو، روسای خاندان کورلئونزی، را با این عنوان خطاب می‌کردند.
در آوریل ۲۰۰۶، دولت ایتالیا برناردو پرووانزانو را در یک کلبه کوچک در نزدیکی کورلئون دستگیر کرد. گفته می‌شود جانشین او ماتئو مسینا دنارو یا سالواتوره لو پیکولو بوده‌اند. این فرض بر این پایه است که پرووانزانو قدرت تعیین جانشین را داشت، موضوعی که میان ناظران مافیا مورد توافق همگانی نیست. آنتونیو اینگرویا، دادستان ضد مافیا در پالرمو، اشاره می‌کند: "مافیای امروز بیشتر شبیه یک فدراسیون است تا یک حکومت اقتدارگرا"، که اشاره‌ای به دوره قبلی حکمرانی مطلق ریینا دارد.
پرووانزانو "یک هیئت مدیره متشکل از چهار تا هفت نفر تشکیل داده بود که به ندرت و فقط برای تصمیم‌گیری‌های استراتژیک تشکیل جلسه می‌دادند". به گفته اینگرویا، "در سازمانی مانند مافیا، یک رئیس باید یک قدم از دیگران بالاتر باشد، وگرنه همه چیز از هم می‌پاشد. همه چیز به توانایی او در مدیریت اجماع و موافقت یا شورش دیگران بستگی دارد". پرووانزانو "ضامن ثبات نسبی بود چون اختیار حل اختلافات داخلی را داشت".
با مرگ پرووانزانو در ۲۰۱۶ و رینا در ۲۰۱۷، ماتئو مسینا دنارو به عنوان کاپو دی کاپی بلامنازع مافیا شناخته می‌شد. این عنوان همراه با سه دهه فرار از دست عدالت، او را به چهره‌ای جذاب برای رسانه‌ها تبدیل کرده بود. اما او در اوایل ۲۰۲۳ دستگیر شد و در همان سال در پشت میله‌های زندان درگذشت.
پس از مرگ مسینا دنارو، هیچ رئیس مافیایی دیگر با عنوان "کاپو دی کاپی" شناخته نشده است.
در ایتالیا، یک مینی‌سریال شش قسمتی با عنوان "Il Capo dei Capi" به داستان زندگی سالواتوره رینا پرداخته است.

## مافیای آمریکایی

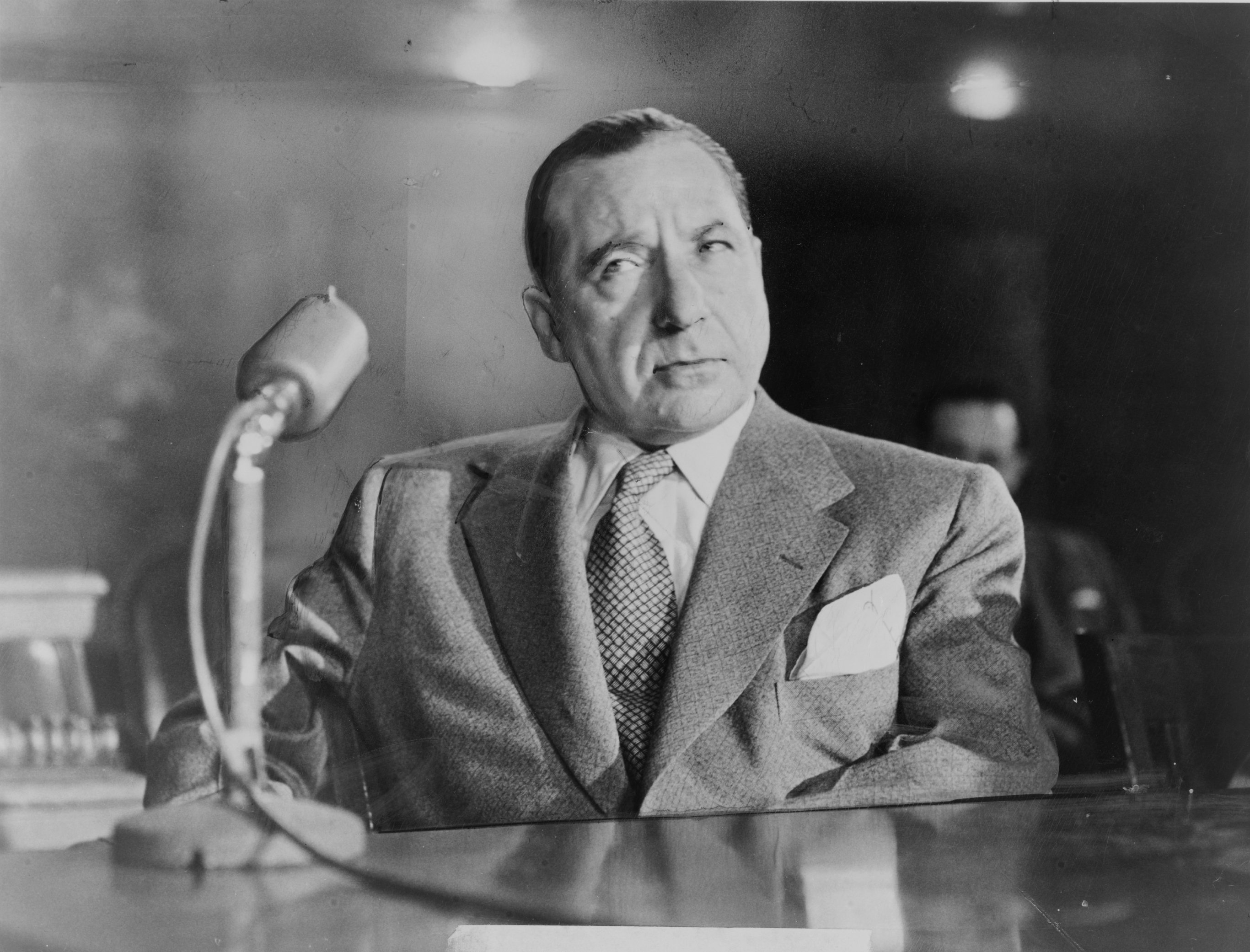
فرانک کاستلو در حال شهادت دادن در برابر کمیته کفاور

بر اساس گفته‌های نیکولا جنتیله، عنوان "کاپو دی کاپی" حدود سال ۱۹۰۰ توسط مافیوزها به جوزپه مورلو نسبت داده شد. روسای مافیا جو ماسریا (۱۹۲۸-۱۹۳۱) و سالواتوره مارانزانو (۱۹۳۱) از این عنوان به عنوان بخشی از تلاش‌های خود برای متمرکز کردن کنترل مافیا استفاده کردند.
وقتی مارانزانو در جنگ کاستلاماریزه پیروز شد، خود را به عنوان رئیس تمام روسا معرفی کرد، پنج خانواده را ایجاد کرد و دستور داد همه خانواده‌های مافیا به او خراج بپردازند. این اقدام واکنش شورشی را برانگیخت که منجر به قتل او در سپتامبر ۱۹۳۱ به دستور لاکی لوچیانو شد.
اگرچه اگر لوچیانو خود را کاپو دی توتتی کاپی اعلام می‌کرد با مخالفت کمی مواجه می‌شد، اما او این عنوان را لغو کرد، چون معتقد بود این موقعیت باعث ایجاد مشکل بین خانواده‌ها می‌شد و او را به هدفی برای رقبای جاه‌طلب تبدیل می‌کرد. به جای آن، لوچیانو کمیسیونی را برای رهبری مافیا تأسیس کرد که هدف آن حفظ قدرت او بر همه خانواده‌ها به صورت پنهانی و جلوگیری از جنگ‌های آینده بین باندها بود. روسای مافیا این ایده را تأیید کردند.
این کمیسیون متشکل از یک "هیئت مدیره" بود که بر تمام فعالیت‌های مافیا در ایالات متحده نظارت داشت و به حل اختلافات بین خانواده‌ها می‌پرداخت.  
کمیسیون متشکل از روسای پنج خانواده نیویورک، خانواده جنایی بوفالو و شیکاگو اوتفیت بود. از آن زمان، اگرچه رسانه‌ها اغلب سعی کرده‌اند عنوان "رئیس تمام روسا" را به قدرتمندترین رئیس مافیا اعطا کنند، اما خود مافیا هرگز چنین مقامی را به رسمیت نشناخته است.
در میان روسایی که رسانه‌ها فرض کرده‌اند این عنوان را در اختیار داشته‌اند، می‌توان به خود لوچیانو، فرانک کوستلو و ویتو جنووزه اشاره کرد. برخی نیز این عنوان را به رئیس خانواده گامبینو نسبت داده‌اند که به ادعای آنها قدرتمندترین خانواده از بین پنج خانواده بوده است، از جمله کارلو گامبینو و جانشینانش پل کاستلانو و جان گوتی.
اگرچه این اصطلاح دیگر در رسانه‌ها چندان استفاده نمی‌شود، اما در داستان‌های تخیلی همچنان محبوب است. جوزف ماسینو، رئیس خانواده بونانو، از سال ۲۰۰۰ تا ۲۰۰۴ توسط چهار خانواده از پنج خانواده به عنوان رئیس کمیسیون شناخته می‌شد. در این مدت، او تنها رئیس تمام عیار مافیا در نیویورک بود که در زندان نبود.

## اندرانگتا
در 'اندرانگتا' - سازمانی مافیایی در کالابریا - عنوان «کاپوکریمینه» به رئیس منتخب «کریمینه» اطلاق می‌شود. کریمینه نشست سالانه‌ای از نمایندگان محلی اندرانگتا در نزدیکی زیارتگاه بانوی ما در پولسی (شهرداری سن لوسا) است که همزمان با جشن سپتامبر برگزار می‌شود.
برخلاف تصور «رئیس روسا»، کاپوکریمینه در واقع اختیارات محدودی دارد و نمی‌تواند به‌صورت مؤثر در اختلافات خانوادگی دخالت کند یا سطح خشونت‌های بین‌خانوادگی را کنترل نماید. ساختار قدرت در اندرانگتا به‌گونه‌ای است که هر خانواده از استقلال عملیاتی قابل‌توجهی برخوردار است. 

## همچنین ببینید
- مجموعه فیلم "Il capo dei capi" [۵] درباره توتو رینا ("Corleone" [۶] نسخه انگلیسی با زیرنویس). [۷]
- پدرخوانده ، مجموعه فیلم‌هایی درباره این موضوع

## مطالعه بیشتر
- (به ایتالیایی) Arlacchi, Pino (1994). Addio Cosa nostra: La vita di Tommaso Buscetta, Milan: Rizzoli, شابک ‎۸۸−۱۷−۸۴۲۹۹−۰
- Critchley, David (2009). The Origin of Organized Crime in America: The New York City Mafia, 1891-1931, New York: Routledge, شابک ‎۰−۲۰۳−۸۸۹۰۷-X
- De Stefano, George, (2007). An Offer We Can't Refuse: The Mafia in the Mind of America, New York: Faber and Faber, شابک ‎۰−۸۶۵۴۷−۹۶۲−۳
- Paoli, Letizia (2003). Mafia Brotherhoods: Organized Crime, Italian Style, New York: Oxford University Press شابک ‎۰−۱۹−۵۱۵۷۲۴−۹
- Raab, Selwyn (2005). Five Families: The Rise, Decline, and Resurgence of America's Most Powerful Mafia Empires, New York: Thomas Dunne Books, شابک ‎۰−۳۱۲−۳۰۰۹۴−۸

## پیوندهای خارجی
- «رئیسِ همه رئیس‌ها» . زمان . ۲۰۱۰. (۱۳۸۹)

1. ↑  (به ایتالیایی) Zu Binnu? Non è il superboss بایگانی‌شده  در ۲۰۱۲-۰۹-۰۵ توسط Archive.today, Intervista a Salvatore Lupo di Marco Nebiolo, Narcomafie, April 2006
2. ↑  Capeci, Jerry. The complete idiot's guide to the Mafia "The Mafia's Commission" (pp. 31–46)
3. ↑  "The Commission's Origins". نیویورک تایمز. 1986. Retrieved 22 February 2017.
4. ↑  How Mafias Migrate: The Case of the 'Ndrangheta in Northern Italy بایگانی‌شده  در ۲۰۰۸-۱۲-۳۱ توسط Wayback Machine, by Federico Varese, Law & Society Review, June 2006
5. ↑  "Il capo dei capi". Mediaset Infinity. Retrieved 2024-02-22.
6. ↑  Il Capo dei Capi Trailer Oficial (به انگلیسی), retrieved 2024-02-22
7. ↑  "Corleone: The Complete Series : Claudio Gioè, Daniele Liotti, Salvatore Lazzaro, Simona Cavallari, Gaetano Aronica, Francesco Di Lorenzo: Amazon.se: Movies & TV". www.amazon.se. Retrieved 2024-02-22.